# Герин, Орла
Орла Герин MBE (/ˈɡɛərɪn/ ; род. 15 мая 1966 г.) — ирландский журналист. Специальность — военный репортер. С 1995 года работает корреспондентом BBC News. Ведет репортажи из зон конфликтов и военных действий.

## Ранние годы
Родилась в Дублине, училась монастырской школе. Закончила факультет журналистики Дублинского технологического института (DIT), который окончила в 1985 году. Также имеет степень магистра киноведения Университетского колледжа Дублина (UCD).
Начала карьеру, работая в газетах в Дублине, таких как Sunday Tribune. 1987 году поступила в RTÉ News, где стала самым молодым иностранным корреспондентом, когда в 1990 году её отправили в Восточную Европу в возрасте 23 лет. Работа в RTÉ продолжалась до 1994 года. Вела репортажи из Центральной Европы, бывшего Советского Союза, Югославии и Сараево.
Оставила RTÉ, чтобы баллотироваться в качестве кандидата от Ирландской лейбористской партии на выборах в Европейский парламент в 1994 году . Выборы проиграла, набрав седьмое место из 15 кандидатов с 6 % голосов.

## BBC
В 1995 году была принята на BBC. С января 1996 года работала в Лос-Анджелесе, затем — корреспондентом в Южной Европе и Риме. В этот период вела репортажи из Косово, Республики Македонии и Страны Басков . Во второй половине 2000 году освещала катастрофу подводной лодки «Курск».
С января 2001 г. работала в Израиле, где получил известность её конфликт с военным командованием из-за репортажа из Вифлеема на Западном берегу.
В 2019 году была корреспондентом BBC в Каракасе во время президентского кризиса.
В настоящее время живёт на Украине и ведет репортажи о российском вторжении.

## Личная жизнь
В 2003 году вышла замуж за корреспондента Reuters Майкла Джорджи.